# Nikesh Arora
Pour les articles homonymes, voir Arora (homonymie).
Nikesh Arora, né le 9 février 1968 en Inde, est un ingénieur et chef d'entreprise indien.
Au cours de sa carrière, il est vice-président senior et "chief business officer" (CBO) chez Google de 2011 à 2014, puis "President & Chief Operating Officer" (COO) de SoftBank, d'octobre 2014 au 21 juin 2016. 
Nikesh Arora est diplômé de Boston College et possède un MBA de la Northeastern University. Il est aussi titulaire du CFA. Il est diplômé en 1989 du Indian Institute of Technology (BHU) Varanasi, Inde avec un bachelor en ingénierie électrique. Nikesh Arora a travaillé auparavant pour Deutsche Telekom, Putnam Investments, Fidelity Investments et Hellas Telecommunications. 
Il a été Directeur marketing et membre de l'équipe de gestion de T-Mobile et Bharti Airtel en Europe et est membre du conseil d'administration du Paley Center for Media à Los Angeles en Californie.

## Le scandale Hellas Telecommunications (2015)
En 2015, l'office de régulation britannique, l'Institute of Chartered Accountants in England and Wales (en) (ICAEW), a réprimandé Ernst & Young pour son implication dans le scandale Hellas Telecommunications, maintenant WIND Hellas, concernant principalement TPG, Apax Partners et Nikesh Arora. EY a accepté de devenir administrateur de Hellas Telecommunications bien qu'ayant été son comptable durant les trois années précédentes. La société reçoit une amende de 250 000 £ (390 850 $) pour violations de l'éthique.